# Stinspark
Het Stinspark is een park in Zwolle, gelegen in de wijk Westenholte. Het ligt op de locatie waar vroeger het Kasteel Voorst stond.
Van het park is in 1981 een buurtpark gemaakt, dit naar aanleiding van uitbreidingen van de wijk Westenholte in de jaren 1970. Het park is 3,9 ha groot en met een knipoog naar het verleden is er een houten 'speelkasteel' geplaatst. Naast dit speelkasteel zijn er nog verscheidene andere faciliteiten aanwezig, zoals een skatebaan en een dierenweide.
Het kasteel werd definitief afgebroken in 1362. Het was eigendom van de heren van Voorst. Het gehele terrein is een archeologisch rijksmonument.
Archenaultplantsoen · Azaleapark · Badhuiswal - Noordereiland · Broerenkerkplein · De Dobbe · Engelse Werk · Groen assenkruis Holtenbroek · Ittersumerpark · Van Nahuysplein · Nooterhof · Oldenelerpark · Park Aa-landen · Park Eekhout · Park Gerenbroek · Park Gerenlanden · Park Hogenkamp · Park Ittersumerlanden · Park de Wezenlanden · Ter Pelkwijkpark · Twistvlietpark · Potgietersingel · Prins Clauspark · Schellerpark · Stinspark · Oude Weteringzone · Wijkpark Berkum · Zwarte waterpark Holtenbroek · Zwarte waterpark Stadshagen